# Phyoe Phyoe Aung
Phyoe Phyoe Aung (en birman : ဖြိုးဖြိုးအောင်), née le 25 août 1988, est une étudiante et militante qui a été prisonnière politique en Birmanie (Myanmar). Le 8 mars 2021, elle reçoit, du département d'État des États-Unis, le Prix international de la femme de courage.

## Biographie
Phyoe Phyoe Aung naît le 25 août 1988. Elle est la fille d'un militant qui avait été arrêté et condamné à plusieurs reprises à de longues peines de prison sous le régime militaire. Elle avait un an lorsque son père a été arrêté et condamné à vingt ans de réclusion en 1989. Elle-même a été impliquée dans la révolution du safran en 2007 et elle s'est cachée. Elle a travaillé avec son père pour collecter les corps pour l'enterrement après que le cyclone Nargis a frappé la région du Delta en mai 2008. Tous les deux ont été arrêtés avec d'autres lors de leur voyage de retour à Rangoun. Elle a été condamnée à quatre ans de prison par la junte militaire en juin 2008. Elle était étudiante en génie civil à cette époque. Elle a été libérée de la prison de Mawlamyaing trois ans plus tard, en octobre 2011, et elle est devenue la secrétaire générale de la Fédération des syndicats étudiants de toute la Birmanie (ABFSU) et membre du comité directeur du mouvement démocratique d'éducation à l'âge de 27 ans,.
Elle est devenue une leader éminente de la campagne pour la réforme de l'éducation en 2014-2015. Elle était l'une des chefs des étudiants lors de la marche de Mandalay à Rangoun pour protester contre le nouveau projet de loi sur l'éducation nationale. Cette manifestation a été violemment réprimée par la police du Myanmar dans le canton de Letpadan le 10 mars 2015. Phyoe Phyoe Aung a participé ensuite à plusieurs réunions avec des ministres et diverses parties prenantes pour discuter du projet de loi et de la réforme de l'éducation à Rangoun, puis elle a été arrêtée.
Son courage a été salué par l'ancien président américain George W. Bush. Elle a reçu le Citizen of Burma Award pour 2015,. Amnesty International l'a déclarée prisonnière d'opinion.
Elle a été libérée en avril 2016.
Elle est en 2021 une des lauréates du Prix international de la femme de courage, décerné par le département d'État américain.